# 빅토리아 키에르 테일비그
마리아 빅토리아 키에르 테일빅 (Maria Victoria Kjær Theilvig, 2003년 11월 13일 ~ )는 덴마크 모델이자 미스 유니버스 2024 대회 우승자이다. 그는 첫차로 미스유니버스 역사상 덴마크 우승 하였다.